# 山ン寺遺跡
山ン寺遺跡（やまんてらいせき）とは、佐賀県伊万里市にある史跡である。

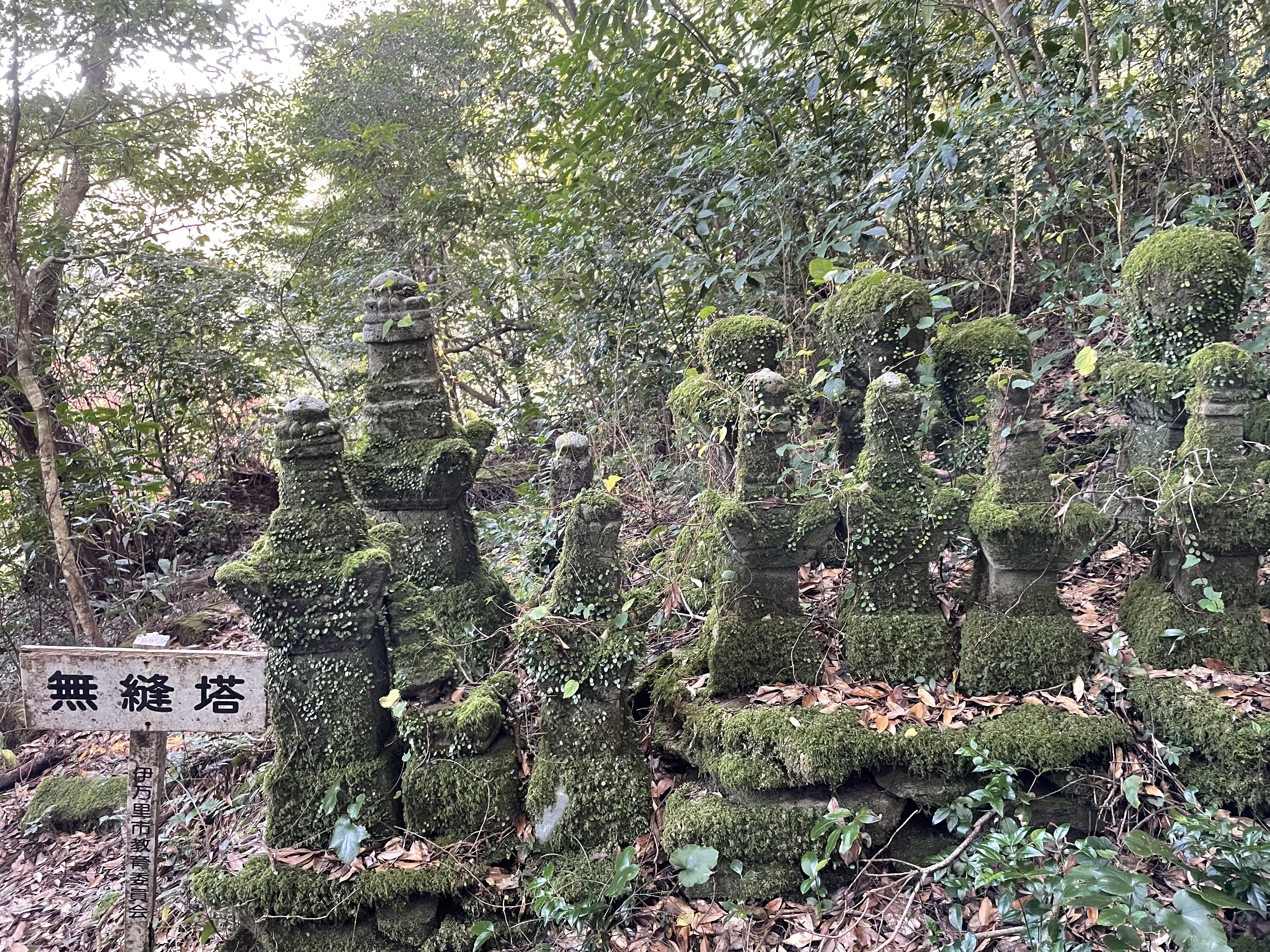
山ン寺遺跡の無縫塔

## 概要
佐賀県伊万里市東山代町川内野字山の寺にある14世紀末に成立した史跡である。中世の武士団である松浦党の初代源久、二代源直、三代源清を祀る平安時代の館跡と言われているが、調査の結果平安時代や鎌倉時代のものが一切出土しないことから館の成立は室町時代（14世紀末）と考えられている。「松浦家世伝」等の史料の研究から城館跡とされているが、防御機能である竪堀、切岸等といった城館にあるはずの防御機能が認められず、更に遺跡の立地範囲が周辺より低く、周囲からのぞき込まれる様な立地であるため、発掘調査を行った伊万里市教育委員会は信仰対象としての山岳寺院跡ではないかとの見方を示している。
遺跡の土地は15世紀末まで松浦本宗家（今福家）の所領であり、造営に本宗家が関与可能性はあるが、寺院跡地の広さから本宗家だけの財力で造営したかは疑問を呈されている。出土された陶磁器から14世紀末には遺跡の存在が認められるが、同時期に松浦党諸家が一族一揆していた時期と重複しており、松浦諸家も関与したことは十分に考えられる。伊万里市教育委員会は諸家の財力に応じて、出資を行うような方法が取られた可能性もあるとしている。
宗教的施設として考えられる機能は、拡大した一族間の精神的統一、軍事力や財政力の乏しい諸家の連携強化であり、それら効果を高める為の松浦三代の宗廟としての象徴化であった。本宗家や諸家がそれぞれ菩提寺を持つ中で、象徴施設を持つことには意味があったと考えられる。
ただし、出土品に輸入陶磁器類当があったことから、遺跡は単なる山岳寺院だけでなく、松浦諸家の海外交易活動にも深い関わりが可能性がある。

## 遺構
一山二水三方位の山ン寺の風水施設
山祇神社を背に總持寺・列石・土塁・二つの明堂を備える。また、佐世保烏帽子岳を祖山とした地脈は案山として福島を、朝山として唐津の馬渡島を見立てている。
列石（人頭大、50cm～100cm）
鎮山である山祇神社山頂と青龍の地脈を強化するため、最も強く硬い石を用い、連続させて両者を連絡
土塁
山祇神社頂上部と西方高地に向かう土塁は山頂の生気を盛んにするため。内明堂と外明堂の明堂水は向かって左から右へ流れる約束で、總持寺境内の両側の谷を左右の明堂水とみなす
宗廟遺跡
肥前松浦党の始まりは、1068年嵯峨源氏の源久が宇野御厨荘官として下向、松浦彼杵郡壹岐国に所領を持ち梶谷に住み松浦の苗字名乗ることによる。その子である伝直夫妻の墓、現存する石造物で最も古い宝筐印塔（室町前半）である伝久の遥拝墓、直の子清の遥拝墓と伝えられる宝筐印塔がある
また、中世末から近世の五輪塔郡・宝筐印塔群・板碑・地蔵塔・無縫塔・自然石塔等、100基ほど散在。山祇神社北面を開削し、寺地の平坦地造成は、室町前期の土木造成工事としては比較的大規模であり、東西松浦地域の中世の造営は他にない
總持寺は天正期末松浦山代氏が杵島郡へ退転後廃絶。その後、文禄の役の折り、秀吉名護屋在陣の諸大名陣屋用として破壊され、寺鐘とともに撤廃
山祇神社
祭神は、象樟日神（熊野久須毘命）。他、熊野十二社権現及び松浦三代の祖霊を合祀
巨石
山祇神社付近。玄武岩系自然石。4×2.5ｍの角柱状立石・1.5×5×3ｍの板状石・ほか1～3ｍほどの巨石等多数散在
寺坊跡
区画された平坦地。20か所以上所在
伝總持寺跡
山祇神社直下１ｍほどの巨石で区画された1200㎡ほどの地。ここで見られるのは、明治期に再建された釈迦堂や江戸後期の鐘楼跡。釈迦堂内には室町時代の阿弥陀像。他、複数の地蔵がある

## 歴史
平安時代の久安（きゅうあん）年間（1145年～1150年）に松浦党の二代、源直が館を築き、総持寺（そうじじ）を創建し、初代、源久の霊をまつり、松浦党一族の宗廟（そうびょう）にしたといわれてきた。
しかし現存する石造物の中で最も古いのは、源久の遥拝墓と伝えられる宝篋印塔で、室町時代中期のものである。建物跡も、旧地形の緩斜面（かんしゃめん）を枡形（ますがた）に掘り下げて造成する室町時代頃の手法を用いている。昭和49年（1974年）と昭和56年（1981年）、昭和57年（1982年）の発掘調査でも、おもに14世紀後半から16世紀前半頃の遺物が出土した。このため遺跡のはじまりが平安時代にさかのぼる可能性は低いと考えられている。
出土遺物は、中国や朝鮮半島、東南アジアでつくられた陶磁器片が多く含まれていた。海を舞台に活躍した水軍、松浦党の人びとがもたらしたものと思われ、山ン寺遺跡が松浦党にゆかりの重要な宗教遺跡であったことを示している。

### 山ン寺の伝承
松浦源氏創成期の山ン寺については、松浦家世伝・御厨公伝（宛陵寺旧記・実相院旧記の引用）波多系図・本宗御厨系譜はじめ、松浦党諸家の文書等にそれぞれ伝承がある。また宛陵寺記その他松浦党祖関係の伝書、地元、旧上・下松浦地方の松浦党末孫の家々にも伝承や説話が残っている。各説に多少の違いがあるが、大筋はほぼ一致している。それらを総合して要約すると大体次の通りである。
松浦党の祖源太夫判官久は嵯峨天皇の後裔渡辺綱四世の孫で、平安後期の延久元年（1069年）宇野御厨荘の検校・検非違使に補され、本国の摂津国渡辺荘から松浦に下向し、松浦市今福町の半島に梶谷城を築いた。その職と所領は上・下松浦郡（唐津・伊万里・佐世保・平戸を含む）彼杵・五島・壱岐・杵島の一部、東松浦地先諸島の一部、伊万里湾地先諸島におよび、九州西北海上に強固な基礎をきずいた。
直夫人は、夫を山内に葬り総持寺をその菩提寺とし生涯父と夫の霊を弔った。直夫妻の侍女達は剃髪して夫人に従った。直夫人の墓は直の墓の近くにある。総持寺は創建いらいの真言密教寺で荘内所領地各地に末寺があった。末寺を統轄する本寺なので総持寺とよばれた。
鎌倉初期、直の六男囲は山代浦の地頭に補され飯盛城を所領した。囲から十二代の裔山代虎王丸（山代孫七郎貞、のち鍋島喜左衛門茂貞）は天正4年（1576年）龍造寺隆信に飯盛城を攻め落され、山ン寺砦に退いて抗戦したが、遂に降伏した。
虎王丸は天正15年（1587年）豊臣秀吉の命で鍋島直茂に付され、同17年（1589年）山代東部を召しあげられ、長島庄芦原（杵島郡橋下地区）に移封された。貞は家臣17人、足軽50人を引具して父祖の地山代を去り、一族の山代六郎左衛門はじめ家臣百七家は山代西部の貞の領地に残留した。囲統治いらい三百九十二年目であった。この残された山代郷西部も慶長時代小城藩の支配下に入った。
山代東部には天正17年田尻鑑種が入部した。鑑種はもと筑後鷹尾城主、のち隆信の臣となった勇将である。
不鉄は山代町楠久在の松浦党の一族鴨川家の出身である。
総持寺は山代家の庇護を失って混乱した。不鉄はみずから総持寺の復興に当り、旧山代家臣はじめ郷民の協力を得て宗廟を守り、新たに禅門の道場たらしめたので、山ン寺中興の師と仰がれた。
不鉄は文禄の役（1592年）に際し豊臣秀吉の命に背いて寺鐘の供出も一山の僧の朝鮮従軍も拒否した。「大治久安の中一古いらい幾百千の霊を済度した宗廟の寺宝をみだりに戦陣の鐘とするのは孝の道に背き、修業中の未熟な雲水を戦陣に付するのは仏の道に背く」との宗教的信念を貫いたのだという。
秀吉は怒って従軍の命に従わない末寺もろとも総持寺を取りつぶし、寺院堂宇をすべて焼き払ったとも解体して名護屋陣屋の用材としたともいう。不鉄は身を以て有田唐船城にかくれ、寺鐘は船で名護屋に運ばれる途中伊万里湾内金井崎水道で沈没した。
慶長3年（1598年）秀吉が死ぬと朝鮮の役も終った。旧山代家の家臣たちを中心に郷中の庶民たちは山寺の復興を志し、山祇神社の焼跡に祠堂を再建し、もとの通り十二社権現と久・直夫妻・清三代の霊を合祀して血族結縁の拠り所とした。いらい山祗神社は、東西松浦郷の氏神とされ、再び真言密教の巡拝地となり、文珠原山文珠菩薩とあわせて修験者の入峰地ともなった。
寛政初年（1748年）不鉄の徳を慕って山ン寺の廃墟を訪れた一禅人海老庵澄江は旧総持寺本堂跡に釈迦堂を建て庵を結び終の住み家とした。感激した川内野部落の人々が、寺鐘と鐘楼を寄進した。この鐘は大東亜戦争中供出された。
澄江没後山ン寺は住待する者も絶えて無住の庵となった。総持寺廃滅後250年間山寺は時代の陰に埋没した。
平戸藩士景峻が主命によって藩公の父祖発祥の地山寺を調査したのは弘化2年（1846年）8月である。
景峻は山代家遺臣の子孫黒川六郎左衛門と墓守山口団蔵の案内で始祖源直の墓を確認し、葎に埋もれていた直夫人の墓を探し出した。

### 山祇神社の大祭
この間山祇神社の大祭は、慶長いらい毎年12月1日を祭日と定め、山代家遺臣の子孫たちの手で代々欠かすことなく奉斉されていた。祭日には芦原鍋島家、有田鍋島家が西有田広厳寺の住持を派遣して祭事を主管させ、同系修験道の授戒道場であった黒髪神社から法印が参加し、地元青幡神社の神官および付属の修験僧も参加奉斉した。神仏両道混然一体の祭祀であった。弘化二年いらい平戸松浦家もこれに加わり年々参拝と祭祀料の奉献を怠らなかった。
明治初年神仏分離令が発令され、山祇神社の主管者は青幡神社に変ったが、数百年の伝統をもつ特異な祭祀形態は大正期も持続された。名実共に神祭一本になったのは戦時中皇国史観が強調されてからである。
伝承は以上のように山寺変遷の歴史を伝えている。長い歳月の間に記録も宝物も失なわれ、同時に重要な歴史的事実も忘れられて、わずかに古い記憶が語り嗣がれているだけである。
然し山祇神社の祭祀だけは山代氏が去って松浦党ゆかりの郷民の手に引きつがれてからでも、昭和44年まで380年間連綿とつづいている。
山祇神社に対する松浦党の子孫たちの意識は今日でも極めて特異なものがある。一般に”松浦党”は歴史書のみに残る遠い過去の物語にすぎないと思われている。事実時の流れは松浦党の足跡を跡形もなく消し去っている。だが12月1日の山寺の大祭日には、今日でも源太夫判官久、源四郎太夫直、源二郎清を大祖とする上・下松浦党の後裔たちが、晴雨にも風雪にもかかわりなく必らず参拝に登山する。既述の通りその数は数千人を下らない。

## 構成資産
現存するもの
- 源久の墓
- 源直夫妻の墓
- 源清の墓
- 山祇神社
- 釈迦堂
- 方角の池
- 千人
- 磐座
- 500m列石
- 階段式溜池
- 石庭
- 天正石地蔵
- 山ン寺塔
- 織部風板碑

現存しないもの
- 鹿防跡
- 大館邸跡
- 総持寺跡
- 鐘撞き跡
- 納経塔

## 出土品
昭和56年度と昭和57年度の発掘調査により、以下のようなものが出土している。
- 青磁（香炉、碗、瓶、皿）、白磁（細脛壺、皿、碗）
- 朝鮮陶磁
- 褐釉陶（南蛮類）
- 青花（染付）
- 土師器
- 挽臼
- 開元通賽（唐銭）/元符通賽（北栄銭）